# Покровский, Ярослав Евгеньевич
Яросла́в Евге́ньевич Покро́вский (1928—2014) — российский физик.
Работал в Институте радиотехники и электроники РАН (заведующий отделом).
Основные труды по исследованию полупроводников. Разработал метод промышленного получения чистого кремния, обнаружил и исследовал конденсацию экситонов в полупроводниках и др. Провёл фундаментальные исследования неравновесных электронных процессов в полупроводниках.
Открыл существование многочастичных экситонпримесных комплексов. Эти комплексы — единственный известный в физике уникальный квантово-механический объект, аналогичный многоэлектронным атомам, но содержащий не только электроны, но и положительно заряженные дырки. Обнаружил и исследовал новое физическое явление — конденсация экситонов в электронно-дырочную жидкость в полупроводниках, за что удостоен премии Европейского физического общества.
С 23 декабря 1987 года — член-корреспондент АН СССР по отделению общей физики и астрономии (физика полупроводников и кристаллография). Государственная премия СССР. Премия Правительства РФ (1997), Премия «Еврофизика» (Европейское физическое общество, 1975).
Похоронен в Москве на Николо-Архангельском кладбище.